# João Marcelino de Sousa Gonzaga
João Marcelino de Sousa Gonzaga (Rio de Janeiro, 1 de abril de 1820 — Estação de Roseira, Pindamonhangaba 27 de março de 1898) foi um advogado e político brasileiro.

## História
Nascido na província do Rio de Janeiro, filho do Capitão de mar e guerra da Armada Imperial Brasileira João Bernardino Gonzaga (??-1853), João Marcelino de Sousa Gonzaga cresceu em Pindamonhangaba até mudar-se para São Paulo onde ingressou em 1837 na Academia de Direito de São Paulo (embora comentava-se na época que Gonzaga possa ter ingressado antes de completar a idade mínima de ingresso, de quinze anos de idade conforme o artigo 8º da lei Imperial de 11 de agosto de 1827)), formando-se bacharel em direito na décima turma em 27 de outubro de 1841. Posteriormente exerceu o direito até ingressar no poder judiciário como juiz na Vila de Pindamonhangaba da 7ª Comarca da Província de São Paulo até dezembro de 1848, quando foi transferido para Assu no Rio Grande do Norte. Entre 1846 e 1847 exerceu seu primeiro de muitos cargos políticos, quando foi eleito deputado provincial em São Paulo para a 6ª Legislatura. Nas 8ª (1850-51) e 9ª (1851-52) Legislaturas foi suplente de deputado provincial.Ao mesmo tempo, foi juiz da Comarca de Taubaté até se demitir em fevereiro de 1862.
Posteriormente foi nomeado em 15 de julho de 1863 por carta imperial de Pedro II governador da província de Alagoas. Gonzaga ocupou o cargo até 16 de março de 1864. Em seguida foi novamente nomeado pelo Imperador  presidente da província do Rio Grande do Sul, de 2 de maio de 1864 a 20 de julho de 1865. Durante sua administração foi iniciada a Guerra do Paraguai. Temendo um ataque em sua província, preparou as defesas através da criação de duas divisões de combate (comandadas por David Canabarro e Francisco Pedro Buarque de Abreu) com voluntários para enfrentar o Exército Paraguaio. Seu temor se confirmou após a Invasão do Rio Grande do Sul em 10 de junho de 1865 pelo Exército Paraguaio.
Por conta de atritos entre David Canabarro e Francisco Pedro Buarque de Abreu e disputas eleitorais anteriores entre o ex-deputado provincial Henrique Francisco d'Ávila (futuro presidente da província do Rio Grande do Sul na década de 1880) e João Nunes da Silva Tavares (barão de Itaqui), Gonzaga acabou demitido do governo provincial em julho por prometer apoio ao barão e, no fim, apoiar d'Ávila. Foi sucedido no comando da província por Francisco do Rego Barros, conde da Boa Vista (apoiado pelo Barão de Itaqui).
Foi também presidente da província do Rio de Janeiro, de 24 de abril de 1880 a 15 de março de 1881.